# Alex Scott (futbolista)
Alex Jay Scott (Guernsey, Islas del Canal, Inglaterra, 21 de agosto de 2003) es un futbolista británico que juega de centrocampista en el AFC Bournemouth de la Premier League.

## Trayectoria
Fichó por el Isthmian League, equipo del Guernsey F. C. al cumplir los 16 años, habiendo entrenado previamente con los equipos juveniles del Southampton F. C. y del AFC Bournemouth, debutó con los Green Lions contra el Phoenix Sports F. C. el 31 de agosto de 2019 convirtiéndose en el jugador más joven del Guernsey. Disputó 15 partidos con el Guernsey antes de su traspaso en enero de 2020.
En diciembre de 2019 firmó un precontrato con el Bristol City F. C. Tras vincularse inicialmente a la academia del club, firmó su primer contrato profesional con el Bristol City en marzo de 2021. Debutó como profesional con el Bristol City como titular en el empate a uno con el Blackpool en el EFL Championship el 7 de agosto de 2021. Tras fallar una ocasión crucial al principio del partido contra el Nottingham Forest, pronto consiguió el primer gol de su carrera con los Robins, poniendo el 1-0 en el marcador del 19 de octubre de 2021 en el minuto 39, saliendo en el minuto 78 en un partido que terminó 2-1 a favor del Nottingham Forest.

## Selección nacional
Recibió su primera convocatoria con la selección sub-18 de Inglaterra en marzo de 2021. El 29 de marzo de 2021 debutó como suplente en la segunda parte de la victoria de Inglaterra por 2-0 contra Gales.
El 2 de septiembre de 2021 debutó con la selección sub-19 de Inglaterra durante la victoria por 2-0 sobre la selección sub-19 de Italia.
El 17 de junio de 2022 fue incluido en la selección sub-19 de Inglaterra para el Campeonato Europeo de la UEFA Sub-19 2022. Salió del banquillo durante la semifinal contra Italia para marcar el gol del empate en su primer toque del partido. Fue titular en la final en la que Inglaterra ganó el torneo con una victoria por 3-1 en la prórroga sobre Israel el 1 de julio de 2022.
El 21 de septiembre de 2022 debutó con selección de Inglaterra sub-20 durante la victoria por 3-0 sobre Chile.

## Estadísticas

### Clubes
Actualizado al último partido disputado el 19 de octubre de 2024.
| Club                          | Div.          | Temporada     | Liga  | Liga  | Liga   | Copas nacionales | Copas nacionales | Copas nacionales | Copas internacionales | Copas internacionales | Copas internacionales | Total | Total | Total  |
| Club                          | Div.          | Temporada     | Part. | Goles | Asist. | Part.            | Goles            | Asist.           | Part.                 | Goles                 | Asist.                | Part. | Goles | Asist. |
| ----------------------------- | ------------- | ------------- | ----- | ----- | ------ | ---------------- | ---------------- | ---------------- | --------------------- | --------------------- | --------------------- | ----- | ----- | ------ |
| Bristol City F. C. Inglaterra | 2.ª           | 2020-21       | 3     | 0     | 0      | 0                | 0                | 0                | —                     | —                     | —                     | 3     | 0     | 0      |
| Bristol City F. C. Inglaterra | 2.ª           | 2021-22       | 38    | 4     | 2      | 1                | 0                | 0                | —                     | —                     | —                     | 39    | 4     | 2      |
| Bristol City F. C. Inglaterra | 2.ª           | 2022-23       | 42    | 1     | 5      | 7                | 1                | 0                | —                     | —                     | —                     | 49    | 2     | 5      |
| Bristol City F. C. Inglaterra | Total club    | Total club    | 83    | 5     | 7      | 8                | 1                | 0                | 0                     | 0                     | 0                     | 91    | 6     | 7      |
| AFC Bournemouth Inglaterra    | 1.ª           | 2023-24       | 23    | 1     | 1      | 4                | 1                | 3                | —                     | —                     | —                     | 27    | 2     | 4      |
| AFC Bournemouth Inglaterra    | 1.ª           | 2024-25       | 8     | 0     | 0      | 1                | 0                | 0                | —                     | —                     | —                     | 9     | 0     | 0      |
| AFC Bournemouth Inglaterra    | Total club    | Total club    | 31    | 1     | 1      | 5                | 1                | 3                | 0                     | 0                     | 0                     | 36    | 2     | 4      |
| Total carrera                 | Total carrera | Total carrera | 114   | 6     | 8      | 13               | 2                | 3                | 0                     | 0                     | 0                     | 127   | 8     | 11     |

## Palmarés

### Títulos internacionales
| Título          | Equipo            | Sede       | Año  |
| --------------- | ----------------- | ---------- | ---- |
| Eurocopa Sub-21 | Inglaterra sub-21 | Eslovaquia | 2025 |